# لویی برنو
لویی برنو (فرانسوی: Louis Bernot‎; ۱ ژانویهٔ ۱۸۹۲ – نامشخص) وزنه‌بردار اهل فرانسه بود.